# Jgheab de acoperiș

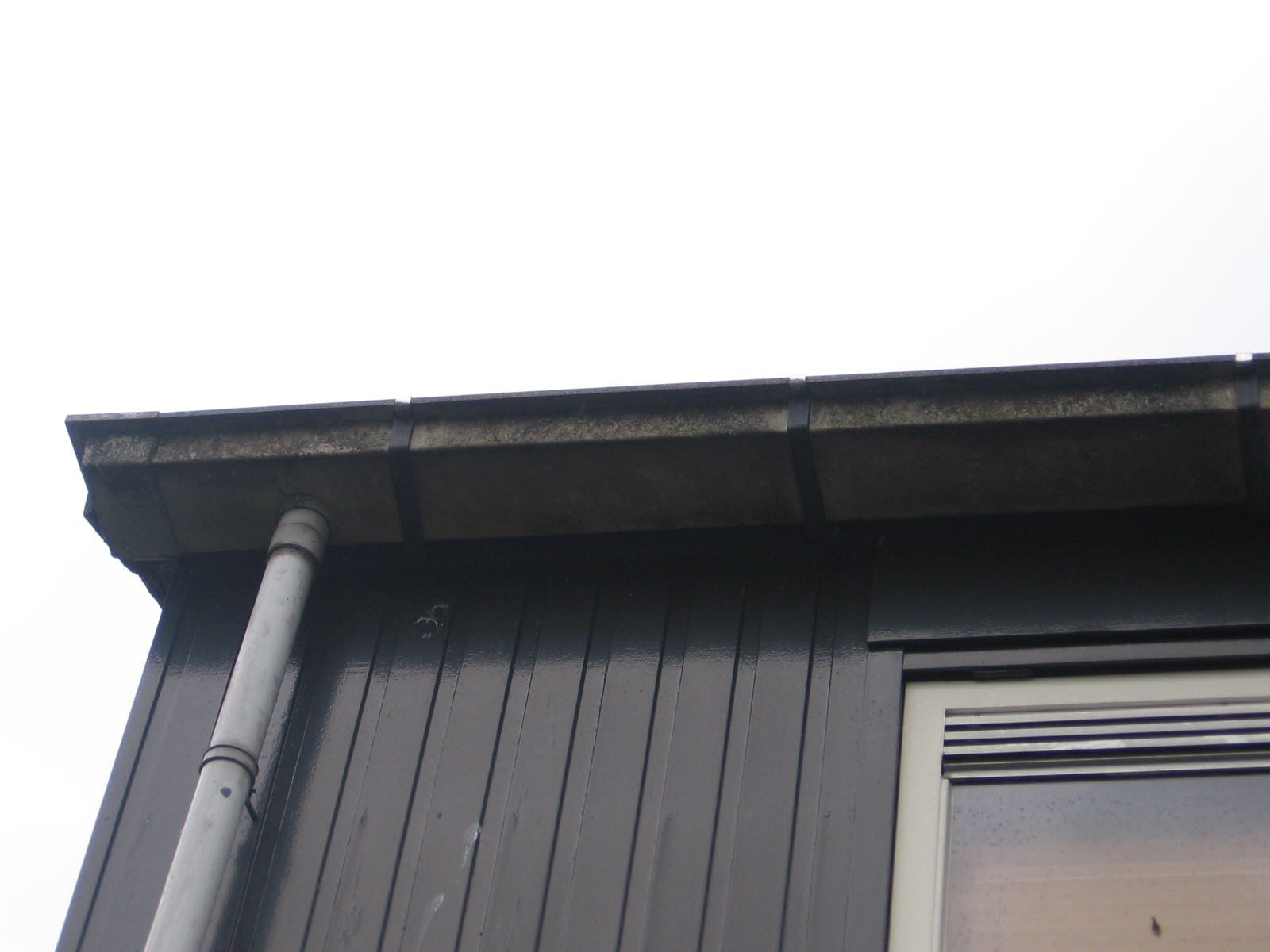
Jgheab şi burlan

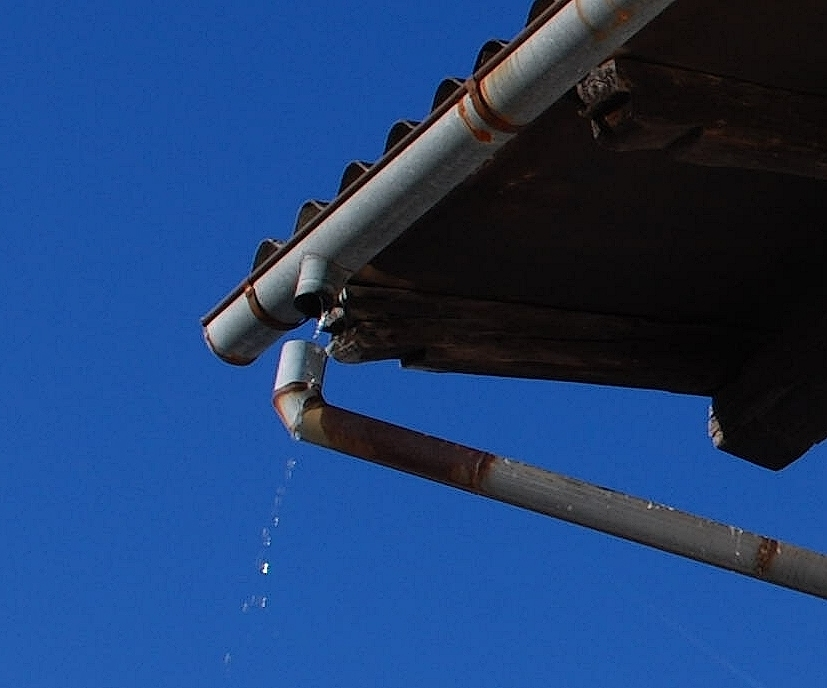
Apă picurând dintr-un jgheab din Telče, Slovenia

Jgheabul de acoperiș este un jgheab, confecționat în general din materiale metalice sau materiale plastice, care are rolul de a colecta apele de pe acoperișul unei clădiri și de a le evacua prin intermediul burlanelor în rețeaua de canalizare sau în rigole de colectare a apelor meteorice.

## În România
În anul 2011, piața instalațiilor pluviale (jgheaburi și burlane) din România era estimată la 20 de milioane de euro, din care producția locală reprezenta mai puțin de 30%.